# Мемуары Муми-папы
Мемуары Муми-папы (швед. Muminpappans memoarer) — детская книга, написанная финской писательницей Туве Янссон в 1950 году. Повествование ведётся от лица Муми-папы, книга содержит оригинальные иллюстрации. «Мемуары Муми-папы» служат основой эпизодов 59, 63 и 68 в сериале 1990 года.

## Сюжет
Книга рассказывает о похождениях Муми-папы, в младенчестве подкинутого к дверям приюта чопорной Хемулихи. Юный папа Муми-тролль решительно уверен в своей необыкновенности, поэтому покидает стены приюта и отправляется на поиски приключений. Он знакомится со многими существами, населяющими Долину муми-троллей.
Ради себя самого, своей эпохи и своих потомков я обязан описать нашу удивительную юность, такую богатую приключениями.

— «Мемуары Муми-папы» — предисловие. 

## Действующие лица
- Папа Муми-тролль — главный герой, муми-тролль. Достаточно самоуверен, но обладает хорошей фантазией, часто приукрашивает действительные события для интересного рассказа. С того момента, как покинул злосчастные стены приюта, позиционирует себя как «искатель приключений». Позже становится отцом семейства муми-троллей. Часто упоминает себя как муми-тролля, «рождённого при самом необыкновенном сочетании звёзд».
- Фредриксон — первое существо, выслушавшее папу Муми-тролля. Внимательный и умный, Фредриксон самостоятельно сконструировал речной пароход «Морской оркестр».
- Шнырёк — племянник Фредриксона, «маленький зверёк, который шныряет, то есть необыкновенно торопливо и легкомысленно снуёт туда-сюда, опрокидывая и теряя по пути всё, что можно». Живёт в кофейной банке и имеет синдром Плюшкина. Отец Сниффа, муж зверушки Сос.
- Юксаре — отец Снуснумрика, отчим Крошки Мю и Мюмлы. Нарушитель порядка,  ленив, не впечатлителен. Как и все отцы, очень похож на своего сына. Туве Янссон при создании Юксаре вдохновлялась своим котом.